# Publi-T
Publi-T is de Belgische gemeentelijke holding. Ze is de grootste aandeelhouder van stroomnetbeheerder Elia. De holding heeft haar maatschappelijke zetel in de Ravensteingalerij te Brussel. Publi-T werd opgericht in 2001, wanneer Elia ontstond door de fusie van het hoogspanningsnetwerk van Electrabel en SPE.
De tegenhanger inzake het aandeelhouderschap van gasnetbeheerder Fluxys is Publigas.

## Aandeelhouders
| Aandeelhouder                        | Belang 2024             | Belang 2025             | Opmerking                                                                                 |
| Brusselse aandeelhouder              | Brusselse aandeelhouder | Brusselse aandeelhouder | Brusselse aandeelhouder                                                                   |
| ------------------------------------ | ----------------------- | ----------------------- | ----------------------------------------------------------------------------------------- |
| Interfin                             | 10%                     | 10%                     |                                                                                           |
| Vlaamse aandeelhouders               |                         |                         |                                                                                           |
| Fluvius Midden Vlaanderen (Intergem) | 4,29%                   | 4,22%                   | Intercommunale Vereniging voor Energieleveringen in Midden-Vlaanderen                     |
| Fluvius Imewo (Imewo)                | 9,01%                   | 9,34%                   | Intercommunale Maatschappij voor Energievoorziening in West- en Oost-Vlaanderen           |
| Fluvius West (Gaselwest)             | 8,05%                   | 7,78%                   |                                                                                           |
| Fluvius Zenne-Dijle (Iverlek)        | 7,27%                   | 4,56%                   |                                                                                           |
| Fluvius Halle-Vilvoorde              | /                       | 2,78%                   |                                                                                           |
| IKA                                  | 6,26%                   | 6,26%                   | Investeringsintercommunale voor de Gemeenten van de Kempen en het Antwerpse               |
| IBEG                                 | 1,08%                   | 1,08%                   | Intercommunale van Brabant voor Elektriciteit en Gas                                      |
| IVEKA                                | 0,06%                   | 0,31%                   | Intercommunale Vereniging voor de Elektriciteitsdistributie in de Kempen en het Antwerpse |
| VEH (Vlaamse Energieholding))        | 18,41%                  | 18,41%                  |                                                                                           |
| Fluvius Limburg                      | 0%                      | 0%                      |                                                                                           |
| Fluvius Antwerpen                    | 5,27%                   | 4,96%                   |                                                                                           |
| Gemeente Vorselaar                   | 0,05%                   | 0,05%                   |                                                                                           |
| Gemeente Merksplas                   | 0,09%                   | 0,09%                   |                                                                                           |
| Gemeente Essen                       | 0,17%                   | 0,17%                   |                                                                                           |
| Waalse aandeelhouders                |                         |                         |                                                                                           |
| SOCOFE                               | 29,65%                  | 29,88%                  | investeringsmaatschappij van de openbare besturen van het Waals Gewest                    |
| TRANS&WALL                           | 0,23%                   | 0%                      |                                                                                           |
| IFIGA                                | 0,12%                   | 0,12%                   | Intercommunale pure de financement pour les communes francophones de Gaselwest            |

## Bestuur
| Periode      | Voorzitter        |
| ------------ | ----------------- |
| 2006 - 2012  | Francis Vermeiren |
| 2013 - heden | Geert Versnick    |